# アルマン・ツァルキヤン
- アルマン・ツァルキャン[1]

アルマン・ツァルキヤン（アルメニア語: Արման Ծառուկյան、ロシア語: Арман Наирович Царукян、英語: Arman Tsarukyan、1996年10月11日 - ）は、ロシアの男性総合格闘家。サムツヘ＝ジャヴァヘティ州アハルカラキ出身。ライオンハート所属。UFC世界ライト級ランキング2位。UFCパウンド・フォー・パウンド・ランキング14位。アルマン・ツァルキャンとも表記される。

## 来歴
ジョージアのサムツヘ＝ジャヴァヘティ州アハルカラキでアルメニア系の家庭に生まれ、その後ロシアのハバロフスクに移住した。7歳から14歳までフリースタイルレスリングを経験し、並行してロシアのプロアイスホッケーチーム「アムール・ハバロフスク」のジュニアユースでアイスホッケーを経験した。

### 総合格闘技
2015年、 プロ総合格闘技デビュー。ローカル団体で14戦13勝の戦績を残す。

#### UFC
2019年4月20日、UFC初参戦となったUFC Fight Night: Overeem vs. Oleinikでイスラム・マカチェフと対戦し、0-3の判定負け。敗れはしたものの、ファイト・オブ・ザ・ナイトを受賞した。
2021年1月24日、UFC 257でマット・フレボラと対戦し、3-0の判定勝ち。この試合はツァルキヤンがライト級リミットから1ポンド体重超過をしたため、ファイトマネーの20%をフレボラに譲渡して行われた。
2021年9月18日、UFC Fight Night: Smith vs. Spannでクリストス・ジアゴスと対戦し、左フックでダウンを奪いパウンドで1RTKO勝ち。パフォーマンス・オブ・ザ・ナイトを受賞した。
2022年2月26日、UFC Fight Night: Makhachev vs. Greenでヨエル・アルバレスと対戦。グラウンドの肘打ちで大流血に追い込み、パウンドで2RTKO勝ち。2試合連続のパフォーマンス・オブ・ザ・ナイトを受賞した。
2022年6月25日、UFC on ESPN: Tsarukyan vs. Gamrotでライト級ランキング12位のマテウス・ガムロットと対戦し、0-3の5R判定負け。ファイト・オブ・ザ・ナイトを受賞した。なお、海外のMMAメディアサイトの採点では22人中15人の記者がツァルキヤンの勝利を支持した。
2022年12月17日、UFC Fight Night: Cannonier vs. Stricklandでライト級ランキング12位のダミル・イスマグロフと対戦。7度のテイクダウンを奪い、グラウンドの攻防で試合をコントロールし3-0の判定勝ち。
2023年12月2日、UFC on ESPN: Dariush vs. Tsarukyanでライト級ランキング4位のベニール・ダリウシュと対戦し、右膝蹴りから右ストレートでダウンを奪いパウンドで1RKO勝ち。パフォーマンス・オブ・ザ・ナイトを受賞した。
2024年4月13日、UFC 300でライト級ランキング1位の元UFC世界ライト級王者チャールズ・オリベイラと対戦。1R序盤にギロチンチョークを極められかけるピンチを凌ぎ、以降はグラウンドで優勢に立って2-1の判定勝ち。
UFC 300の入場時に、自身に向かって中指を立てた観客に殴りかかる騒動を起こし、ネバダ州アスレチックコミッション（NSAC）は2024年4月30日の公聴会で、ツァルキヤンが獲得した15万8000ドルのファイトマネーから3万1600ドルを差し引くことを決定した。その後、2024年6月25日にネバダ州アスレチック・コミッションはツァルキヤンに2万5000ドルの罰金と9カ月間の出場停止処分を科した。
2025年1月18日、UFC 311のUFC世界ライト級タイトルマッチで王者イスラム・マカチェフに挑戦予定であったが、大会前日に背中の負傷により欠場し、同大会でベニール・ダリウシュと対戦予定であったヘナート・モイカノがツァルキヤンの代役を務めた。大会後の記者会見で、UFCのダナ・ホワイトCEOはツァルキヤンの次戦がタイトルマッチではなくなることを表明した。

## 人物・エピソード
- 2020年に結婚し、娘をもうけている。

## 戦績
| 総合格闘技 戦績 | 総合格闘技 戦績 | 総合格闘技 戦績 | 総合格闘技 戦績 | 総合格闘技 戦績 | 総合格闘技 戦績 | 総合格闘技 戦績 |
| --------------- | --------------- | --------------- | --------------- | --------------- | --------------- | --------------- |
| 25 試合         | (T)KO           | 一本            | 判定            | その他          | 引き分け        | 無効試合        |
| 22 勝           | 9               | 5               | 8               | 0               | 0               | 0               |
| 3 敗            | 1               | 0               | 2               | 0               | 0               | 0               |

| 勝敗 | 対戦相手                     | 試合結果                                       | 大会名                                                       | 開催年月日     |
| ○    | チャールズ・オリベイラ       | 5分3R終了 判定2-1                              | UFC 300: Pereira vs. Hill                                    | 2024年4月13日  |
| ○    | ベニール・ダリウシュ         | 1R 1:04 KO（右ストレート→パウンド）            | UFC on ESPN 52: Dariush vs. Tsarukyan                        | 2023年12月2日  |
| ○    | ジョアキム・シウバ           | 3R 3:25 TKO（パウンド）                        | UFC on ESPN 47: Vettori vs. Cannonier                        | 2023年6月17日  |
| ○    | ダミル・イスマグロフ         | 5分3R終了 判定3-0                              | UFC Fight Night: Cannonier vs. Strickland                    | 2022年12月17日 |
| ×    | マテウス・ガムロット         | 5分5R終了 判定0-3                              | UFC on ESPN 38: Tsarukyan vs. Gamrot                         | 2022年6月25日  |
| ○    | ヨエル・アルバレス           | 2R 1:57 TKO（パウンド）                        | UFC Fight Night: Makhachev vs. Green                         | 2022年2月26日  |
| ○    | クリストス・ジアゴス         | 1R 2:09 TKO（左フック→パウンド）               | UFC Fight Night: Smith vs. Spann                             | 2021年9月18日  |
| ○    | マット・フレボラ             | 5分3R終了 判定3-0                              | UFC 257: Poirier vs. McGregor 2                              | 2021年1月24日  |
| ○    | ダヴィ・ハモス               | 5分3R終了 判定3-0                              | UFC Fight Night: Figueiredo vs. Benavidez 2                  | 2020年7月19日  |
| ○    | オリビエ・オービン＝メルシエ | 5分3R終了 判定3-0                              | UFC 240: Holloway vs. Edgar                                  | 2019年7月27日  |
| ×    | イスラム・マカチェフ         | 5分3R終了 判定0-3                              | UFC Fight Night: Overeem vs. Oleinik                         | 2019年4月20日  |
| ○    | フェリペ・オリビエリー       | 3R 1:25 KO（左ハイキック）                     | League S-70: Plotforma S-70 2018                             | 2018年8月22日  |
| ○    | ジュニオール・アスンソン     | 5分3R終了 判定3-0                              | MFP 220: Mayor's Cup 2018 【FEMFPライト級タイトルマッチ】    | 2018年5月26日  |
| ○    | ウー・ハオシャン             | 3R 0:31 TKO（ボディへの後ろ回し蹴り→パウンド） | Gods of War World MMA Championship                           | 2018年3月24日  |
| ○    | 佐藤豪則                     | 5分3R終了 判定3-0                              | MFP 214: Governor's Cup 2017 【FEMFPライト級タイトルマッチ】 | 2017年12月2日  |
| ○    | キム・ギョンピョ             | 5分3R終了 判定3-0                              | Road FC 043                                                  | 2017年10月28日 |
| ○    | マルシオ・ブレノ             | 1R 2:54 リアネイキドチョーク                   | S-70: Plotforma Cup 2017                                     | 2017年8月8日   |
| ○    | ニザマディン・ラマザノフ     | 1R 2:27 リアネイキドチョーク                   | MFP/WSOF GLOBAL: Mayors Cup                                  | 2017年5月13日  |
| ○    | グスタボ・ウルリッツァー     | 1R 3:22 リアネイキドチョーク                   | Octagon Fighting Sensation 11                                | 2017年3月4日   |
| ○    | アレクサンダー・ベリク       | 1R 2:51 ギロチンチョーク                       | MFP: Cup of the Eastern Borders 2                            | 2016年12月10日 |
| ○    | ドミトリー・シュクラビー     | 1R 2:21 TKO（パンチ連打）                      | MFP 204: Cup Of Vladivostok 2016                             | 2016年11月5日  |
| ○    | アレクサンダー・メレジュコ   | 2R 1:28 アナコンダチョーク                     | Far Eastern Modern Pankration Federation                     | 2016年10月21日 |
| ○    | アリ・ハイブラエフ           | 1R 0:33 KO（パウンド）                         | MFP: Cup of Administration in Modern Pankration              | 2016年5月6日   |
| ×    | アレクサンダー・ベリク       | 1R 0:30 KO（右フック）                         | MFP: Cup of the Western Borders                              | 2015年12月12日 |
| ○    | シャミル・オロハノフ         | 1R 2:47 TKO（パンチ連打）                      | MFP: Assault Nights Of Spassk 2015                           | 2015年9月25日  |

### グラップリング
| 勝敗 | 対戦相手                 | 試合結果                | 大会名  | 開催年月日    |
| ○    | パトリッキー・ピットブル | 5R リアネイキドチョーク | ADXC 10 | 2025年5月31日 |

## 獲得タイトル
- FEMFPライト級王座（2017年）

## 表彰
- UFC ファイト・オブ・ザ・ナイト（1回）
- UFC パフォーマンス・オブ・ザ・ナイト（3回）